# Belcești
Belcești è un comune della Romania di 11 428 abitanti, ubicato nel distretto di Iași, nella regione storica della Moldavia.
Il comune è formato dall'unione di 6 villaggi: Belcești, Liteni, Munteni, Satu Nou, Tansa, Ulmi.